# Санду
Санду — один з 4 районів округу Верхня Річка Гамбії. Населення — 18 321 (2003). Фульбе — 27,63 %, мандінка — 37,28 %, 0,13 % — волоф (1993).